# التهاب الشعيرات
التهاب الشعيرات الدموية (بالإنجليزية: Capillaritis)‏ يتكون التهاب الشعيرات الدموية، عادةً في الساقين أو الرئتين.
قد يحدث في الرئتين مثل التهاب الشعيرات الرئوي،  أو في الجلد مثل التهاب الجلد الفرفري المصطبغ.
على الساقين، يبدأ بنقاط بنية صغيرة ويمكن أن يسبب الألم [بحاجة لمصدر]. يزداد التهاب الشعيرات خفيف خلال 3 إلى 4 أشهر [بحاجة لمصدر].